# Cantone di Saint-Chély-d'Apcher
Il Cantone di Saint-Chély-d'Apcher è una divisione amministrativa dell'arrondissement di Mende.
A seguito della riforma approvata con decreto del 25 febbraio 2014, che ha avuto attuazione dopo le elezioni dipartimentali del 2015, è passato da 7 a 6 comuni.

## Composizione
I 7 comuni facenti parte prima della riforma del 2014 erano:
- Albaret-Sainte-Marie
- Les Bessons
- Blavignac
- La Fage-Saint-Julien
- Les Monts-Verts
- Rimeize
- Saint-Chély-d'Apcher

Dal 2015 i comuni appartenenti al cantone sono i seguenti 6:
- Albaret-Sainte-Marie
- Blavignac
- Prunières
- Rimeize
- Saint-Chély-d'Apcher
- Saint-Pierre-le-Vieux